# ABRIXAS
ABRIXAS (Abkürzung für engl. A Broadband Imaging X-ray All-Sky Survey) war ein Weltraumteleskop des DLR, mit dem eine Kartierung des gesamten Himmels im Röntgenbereich bei Energien von 0,5–15 keV durchgeführt werden sollte.
Der Kleinsatellit ABRIXAS war von mehreren deutschen Forschungsinstituten entwickelt worden, um die erfolgreiche Himmelsdurchmusterung im weichen Röntgenlicht durch ROSAT zu höheren Energien hin zu ergänzen. Mit verbesserter Detektortechnologie sollte auch eine bessere Winkelauflösung und spektrale Auflösung als mit ROSAT erreicht werden. Die nominelle Missionsdauer von ABRIXAS sollte drei Jahre betragen, nach der Planung sollte er ungefähr sechs Jahre lang den Himmel erkunden. In dieser Zeit erwartete man die Entdeckung von mehr als 10.000 neuen Röntgenquellen im Energiebereich oberhalb von 2 keV, von denen etliche dann mit XMM genauer untersucht werden sollen. Unter den Objekten sollten auch solche sein, die zu schwach für die Entdeckung mit ROSAT waren.
Der Satellit wurde von der Bremer Firma OHB-System gebaut. Als Instrument dienten 7 Wolter-Teleskope bestehend aus 27 ineinandergeschachtelten Spiegeln aus Nickel. Für die Produktion der Spiegel wurde eine neue Technologe entwickelt, bei der auf einer sehr glatten Form eine dünne Schicht Nickel elektrolytisch abgelagert wird. Diese Schicht wurde anschließend abgelöst, um die Segmente der Spiegel aus Nickel zu erhalten.
ABRIXAS wurde am 28. April 1999 mit einer russischen Kosmos-3M-Rakete vom Startgelände Kapustin Jar gestartet. Bereits kurz nach dem Start fiel durch einen Konstruktionsfehler die Hauptbatterie durch Überhitzung aus, für kurze Zeit konnte die Starterbatterie noch den Kontakt aufrechterhalten. Nach gescheiterten Versuchen dennoch Kontakt aufzunehmen, wurde die wissenschaftliche Mission von ABRIXAS am 1. Juli 1999 offiziell für gescheitert erklärt. Die Kosten beliefen sich auf ca. 48 Mio. Mark.
Am 31. Oktober 2017 trat der funktionslose Satellit wieder in die Erdatmosphäre ein und verglühte.
Als erfolgreiches Nachfolgeprojekt im Bereich von Röntgenstrahlung im Bereich von 0,3 bis 11 keV wurde 2019 eROSITA gestartet. Viele Erkenntnisse aus der Entwicklung von ABRIXAS konnten dabei genutzt werden.